# Badra (India)
Badra è una suddivisione dell'India, classificata come census town, di 4.755 abitanti, situata nel distretto di Shahdol, nello stato federato del Madhya Pradesh. In base al numero di abitanti la città rientra nella classe VI (meno di 5.000 persone).

## Geografia fisica
La città è situata a 23° 12' 00 N e 81° 53' 53 E.

## Società

### Evoluzione demografica
Al censimento del 2001 la popolazione di Badra assommava a 4.755 persone, delle quali 2.511 maschi e 2.244 femmine. I bambini di età inferiore o uguale ai sei anni assommavano a 669, dei quali 357 maschi e 312 femmine. Infine, coloro che erano in grado di saper almeno leggere e scrivere erano 2.740, dei quali 1.715 maschi e 1.025 femmine.